# Парчув
Парчув (пол. Parczów) — село в Польщі, у гміні Білачув Опочинського повіту Лодзинського воєводства.
Населення — 373 особи (2011).
У 1975-1998 роках село належало до Пйотрковського воєводства.

## Демографія
Демографічна структура станом на 31 березня 2011 року:
|          | Загалом | Допрацездатний вік | Працездатний вік | Постпрацездатний вік |
| -------- | ------- | ------------------ | ---------------- | -------------------- |
| Чоловіки | 183     | 46                 | 111              | 26                   |
| Жінки    | 190     | 39                 | 97               | 54                   |
| Разом    | 373     | 85                 | 208              | 80                   |